# Algebra von Neumanna
Algebra von Neumanna (albo W*-algebra) – *-podalgebra C*-algebry operatorów ograniczonych {\displaystyle {\mathcal {B}}(H)} na pewnej przestrzeni Hilberta {\displaystyle H,} która jest domknięta w słabej topologii operatorowej. Domkniętość w słabej topologii operatorowej gwarantuje również domkniętość względem normy w {\displaystyle {\mathcal {B}}(H),} a więc każda algebra von Neumanna jest, w szczególności, C*-algebrą.
Teoria algebr von Neumanna zapoczątkowana została z końcem lat dwudziestych XX wieku przez Johna von Neumanna i Francisa Murraya (używali oni nazwy pierścienie operatorowe) i motywowana była potrzebą formalizacji języka mechaniki kwantowej. Nazwa algebra von Neumanna pojawia się po raz pierwszy w książce Dixmiera jednak on sam przypisuje ją Dieudonnému. W literaturze nazwa ta była używana wymiennie z nazwą W*-algebra (od ang. weakly closed *-algebra). Niektórzy autorzy (np. Takesaki) dokonują następującego rozróżnienia nazywając W*-algebrą C*-algebrę {\displaystyle A,} która maja wierną (różnowartościową) reprezentację {\displaystyle (\pi ,H)} na przestrzeni Hilberta {\displaystyle H} o tej własności, iż obraz {\displaystyle \pi (A)\subseteq {\mathcal {B}}(H)} jest algebrą von Neumanna (w zdefiniowanym wyżej sensie).

## Podstawowe własności
- Każda algebra von Neumanna ma jedynkę.
- Domknięta kula jednostkowa algebry von Neumanna jest zwarta w słabej topologii operatorowej.
- Algebra von Neumanna jest ośrodkowa względem normy wtedy i tylko wtedy, gdy jest skończenie wymiarowa.
- Każda nieskończenie wymiarowa algebra von Neumanna zawiera nieskończenie wymiarową podalgebrę przemienną, która jest również algebrą von Neumanna.

## Twierdzenie von Neumanna o drugim komutancie
Mimo iż definicja algebry von Neumanna używa pojęcia słabej topologii operatorowej, jest ona równoważna definicji czysto algebraicznej. Niech {\displaystyle H} będzie przestrzenią Hilberta. Dla danego podzbioru {\displaystyle A\subseteq {\mathcal {B}}(H)} symbol {\displaystyle A'} oznacza komutant zbioru {\displaystyle A,} tj. zbiór {\displaystyle \{x\in {\mathcal {B}}(H):\forall a\in A(xa=ax)\}.} Analogicznie, {\displaystyle A''} oznacza drugi komutant zbioru {\displaystyle A,} tj. komutant komutanta {\displaystyle A'.}
Niech {\displaystyle M} będzie pod-*-algebrą {\displaystyle {\mathcal {B}}(H)} zawierającą operator identyczności {\displaystyle I.} Wówczas następujące warunki są równoważne:
1. {\displaystyle M=M'';}
2. {\displaystyle M} jest domknięta w słabej topologii operatorowej (tj. {\displaystyle M} jest algebrą von Neumanna);
3. {\displaystyle M} jest domknięta w mocnej topologii operatorowej;
4. {\displaystyle M} jest domknięta w topologii ultrasłabej,

przy czym topologia ultrasłaba to topologia *-słaba pochodząca z dualności {\displaystyle \mathbf {N} (H){\text{*}}={\mathcal {B}}(H),} gdzie {\displaystyle \mathbf {N} (H)} oznacza przestrzeń Banacha operatorów nuklearnych (śladowych) na {\displaystyle H.}
Różni autorzy używają wymiennie wymienionych wyżej warunków do zdefiniowania pojęcia algebry von Neumanna.

## Przykłady
- Każda skończenie wymiarowa C*-algebra oraz algebra operatorów {\displaystyle {\mathcal {B}}(H)} na dowolnej przestrzeni Hilberta {\displaystyle H} są naturalnymi przykładami algebr von Neumanna.
- Niech {\displaystyle \mu } będzie miarą lokalizowalną (a więc, na przykład, miarą {\displaystyle \sigma }-skończoną) na przestrzeni mierzalnej {\displaystyle X.} Wówczas przestrzeń H = L2(μ) jest przestrzenią Hilberta. Na przestrzeni tej działają w naturalny sposób operatory mnożenia przez funkcje z {\displaystyle L_{\infty }(\mu ),} tj. każdej funkcji {\displaystyle f\in L_{\infty }(\mu )} odpowiada operator (ograniczony) {\displaystyle T_{f}\in {\mathcal {B}}(L_{2}(\mu ))} dany wzorem {\displaystyle T_{f}g=fg.} Rodzina wszystkich operatorów mnożenia {\displaystyle T_{f}} jest przemienną podalgebrą {\displaystyle {\mathcal {B}}(L_{2}(\mu )),} która jest algebrą von Neumanna (w ten sposób utożsamia się algebrę {\displaystyle L_{\infty }(\mu )} z algebrą operatorów). Można udowodnić, że każda przemienna algebra von Neumanna jest postaci {\displaystyle L_{\infty }(\mu )} dla pewnej miary lokalizowalnej {\displaystyle \mu .}
- Dla dowolnej C*-algebry {\displaystyle A\subseteq {\mathcal {B}}(H)} jej drugi komutant {\displaystyle A''} jest algebrą von Neumanna.
- Jeżeli {\displaystyle A} jest (być może abstrakcyjną) C*-algebrą, to jej druga przestrzeń sprzężona {\displaystyle A{\text{**}}} (wyposażona w iloczyn Arensa; C*-algebry są regularne w sensie Arensa) jest *-izomorficzna z algebrą von Neumanna. Algebra {\displaystyle A{\text{**}}} jest uniwersalną algebrą von Neumanna dla {\displaystyle A} w następującym sensie: Niech {\displaystyle (\pi ,H)} będzie reprezentacją {\displaystyle A} na przestrzeni Hilberta {\displaystyle H} oraz niech {\displaystyle M(\pi )} oznacza algebrę von Neumanna {\displaystyle \pi (A)''.} Wówczas istnieje dokładnie jedno przekształcenie liniowe {\displaystyle \Pi {:}} {\displaystyle A{\text{**}}\to M(\pi )} o następujących własnościach: {\displaystyle \pi =\Pi \kappa ,} gdzie {\displaystyle \kappa {:}} {\displaystyle A\to A{\text{**}}} jest kanonicznym zanurzeniem {\displaystyle A} w {\displaystyle A{\text{**}};} {\displaystyle \Pi } jest {\displaystyle \sigma (A{\text{**}},A{\text{*}})} / {\displaystyle \sigma }-weak ciągłe; {\displaystyle \Pi (B_{A{\text{**}}})=B_{M(\pi )}.} W szczególności, jeżeli {\displaystyle (\pi ,H)} jest uniwersalną reprezentacją algebry {\displaystyle A} (tj. sumą prostą po wszystkich GNS-reprezentacjach pochodzących od stanów na {\displaystyle A}), to {\displaystyle A{\text{**}}} jest *-izomorficzna z {\displaystyle \pi (A)''.}
- Hiperskończony faktor typu II1 {\displaystyle R.}

## Typy
Algebry von Neumanna dzielą się na trzy zasadnicze typy.
- Typ I: {\displaystyle M} jest typu I, gdy jest izomorficzna z algebrą postaci

{\displaystyle \textstyle \prod _{j\in J}A_{j}\,{\overline {\otimes }}\,{\mathcal {B}}(H_{j}),}
gdzie dla każdego {\displaystyle j} algebra {\displaystyle A_{j}} jest przemienną algebrą von Neumanna oraz {\displaystyle H_{j}} jest pewną przestrzenią Hilberta {\displaystyle (j\in J).}
- Typ II1: {\displaystyle M} jest typu II1, gdy nie da się jej rozłożyć na sumę algebr spośród których co najmniej jedna jest typu I oraz dla każdego {\displaystyle 0<x\in M} istnieje taki normalny śladowy stan {\displaystyle \phi \in M{\text{*}},} że {\displaystyle \phi (x)>0.}
- Typ {\displaystyle {\text{II}}_{\infty }{:}} {\displaystyle M} jest typu {\displaystyle {\text{II}}_{\infty },} gdy nie da się jej rozłożyć na sumę algebr spośród których co najmniej jedna jest typu I bądź II1 oraz istnieje rosnąca sieć rzutów {\displaystyle (p_{i})\subset M,} zbieżna do {\displaystyle 1_{M}} w mocnej topologii operatorowej, o tej własności, że dla każdego {\displaystyle i} algebra {\displaystyle p_{i}Mp_{i}} jest typu II1.
- Typ III: {\displaystyle M} jest typu III, gdy nie jest typu I, II1 ani typ {\displaystyle {\text{II}}_{\infty }.}

Każda algebra von Neumanna {\displaystyle M} rozkłada się na sumę
{\displaystyle M=M_{\mathrm {I} }\oplus M_{\mathrm {II} _{1}}\oplus M_{\mathrm {II} _{\infty }}\oplus M_{\mathrm {III} },}
gdzie każdy z (być może zerowych) jest takiego typu, jaki wskazany jest w indeksie dolnym.